# Paso Socompa
Pour les articles homonymes, voir Paso.
Le Paso Socompa est un col andin reliant la région d'Antofagasta au Chili avec la province argentine de Salta, département de Los Andes.
Le Paso Socompa, à 3 876 mètres d'altitude, se trouve entre le  volcan Socompa (6 031 mètres) et le Cerro Socompa Caipis (5 163 mètres) nommé parfois Socompita. Il livre passage à une branche de chemin de fer appelée Train des nuages du côté argentin, et qui relie la ville argentine de Salta au grand port chilien d'Antofagasta, sur l'océan Pacifique.
Côté chilien on accède au col par la route B-55, qui rejoint à la frontière avec l'Argentine la route provinciale 163, puis la route provinciale 27 (province de Salta). La RP 163 ainsi que la partie de la B-55 se situant après Imilac nécessitent de préférence un véhicule tout-terrain. Du côté chilien, par route, la distance du col à Antofagasta est de 306 km. Il n'existe aucun poste d'essence officiel entre Antofagasta et San Antonio de los Cobres.